# ТЕС Сухар (Sohar Aluminium)
24°28′4″ пн. ш. 56°38′17″ сх. д. / 24.46778° пн. ш. 56.63806° сх. д.
ТЕС Сухар (Sohar Aluminium) – теплова електростанція на північному заході Оману, споруджена у індустріальній зоні Сухар в комплексі з алюмінієвим комбінатом. Споруджена за технологією комбінованого парогазового циклу.
У 2008-му на майданчику станції ввели в експлуатацію два однакові парогазові блоки номінальною потужністю по 500 МВт. Кожен з них має дві газові турбіни потужністю по 165 МВт, які через котли-утилізатори живлять парову турбіну з показником 170 МВт (у екстрених випадках потужність останньої може доводитись до 218 МВт, що досягається за допомогою встановлених в котлах додаткових пальників).
Як паливо станція використовує природний газ, постачений по трубопроводу Сайх-Равл – Фахуд – Сухар.
Для охолодження використовується морська вода.
Видача продукції відбувається по ЛЕП, розрахованій на роботу під напругою 220 кВ. при цьому дві третини електроенергії споживає належний тому ж власнику алюмінієвий комбінат.
Проект реалізували через компанію Sohar Aluminium, учасниками якої є Oman Oil Company та Abu Dhabi National Energy Company (по 40%), а також один з лідерів світової алюмінієвої галузі Rio Tinto Alcan.